# Catherine Saliou
Catherine Saliou, née à Lyon le 31 août 1964, est une archéologue et historienne française spécialiste du Proche-Orient romain à l'antiquité tardive, et plus globalement d'histoire romaine. Elle est professeure d'histoire romaine à l'Université Paris 8 Vincennes-Saint-Denis depuis 2007 et directrice d'études à l'Ecole pratique des hautes études depuis 2013,,.

## Biographie

### Formation
Catherine Saliou est née en 1964 à Lyon. Elle obtient en 1981 un baccalauréat A avant d'intégrer une licence de lettres classiques, et entrer à l'Ecole normale supérieure de Jeunes filles (1983) qu'elle obtient en 1984, puis une maîtrise de la même discipline l'année suivante. Elle est ensuite troisième à l'agrégation de grammaire en 1986. En 1987, elle décroche avec mention très bien un Diplôme d'Etudes Approfondies (DEA) en archéologie et études historiques à Paris I Panthéon-Sorbonne, puis un autre DEA à Paris IV en christianisme ancien et civilisations de l'antiquité en 1988. Elle obtient enfin un doctorat en histoire en 1991 à Paris I sous la direction de Jean-Marie Dentzer, avec comme sujet "Les lois des bâtiments : voisinage et habitat urbain dans l’empire romain. Recherches sur les rapports entre le droit et la construction privée, du siècle d’Auguste au siècle de Justinien.".

### Carrière
Après un séjour à l'Institut Français d’Archéologie du Proche-Orient (Damas) où elle a fait des recherches archéologiques en Syrie et au Liban de 1992 à 1995, Catherine Saliou commence sa carrière académique comme maîtresse de conférences en latin à l'université de Caen de 1995 à 1998, et reçoit en 1996 le prix Gustave Schlumberger pour deux ouvrages : Le traité d'urbanisme de Julien d'Ascalon (VIe siècle) et Les lois des bâtiments. Voisinage et habitat urbain dans l'Empire romain. Recherches sur les rapports entre le droit et la construction privée du siècle d'Auguste à Justinien. En 1998, elle devient maîtresse de conférences d'histoire romaine à l'Université de Poitiers, jusqu'en 2006.
Le 9 décembre 2006, Catherine Saliou obtient une Habilitation à diriger des recherches de l'Université de Provence sous la "direction" de Pierre Gros : "De la maison à la ville » (recherches sur l’espace urbain dans le monde méditerranéen, du siècle d’Auguste au siècle de Justinien)". De là, elle est ensuite élue comme professeure d'histoire romaine à l'université Paris 8 Vincennes-Saint-Denis en 2007, et exerce à ce jour toujours dans l'université. Depuis 2010, elle dirige un projet de recherche sur la topographie d'Antioche aux époques antiques et médiévales. De 2011 à 2012, elle préside la Société Française d'Archéologie, puis est élue en 2013 directrice d'études à l'Ecole pratique des hautes études. Depuis, Catherine Saliou a fait quelques séjours de recherche, notamment à Princeton en 2019 ou à La Sapienza en 2023,.

## Publications
Liste de publications d'ouvrages non exhaustive. Les chapitres d'ouvrage ou articles n'ont pas été mentionnés.
- Les lois des bâtiments. Voisinage et habitat urbain dans l’Empire romain. Recherches sur les rapports entre le droit et la construction privée du siècle d’Auguste au siècle de Justinien, Beyrouth, Presses de l’Institut français du Proche-Orient, 1994, 340 p. (ISBN 978-2-7053-0560-4, présentation en ligne, lire en ligne)
- Le traité d'urbanisme de Julien d'Ascalon. Droit et architecture en Palestine au VIe siècle, Paris, De Boccard, coll. « Travaux et Mémoires du Centre de Recherche d'Histoire et de Civilisations de Byzance », 1996, 160 p. (ISBN 2-7018-0097-8, présentation en ligne)
- Avec Bernadette Cabouret et Pierre-Louis Gatier, Antioche de Syrie. Histoires, images et traces de la ville antique, Lyon, Topoi, 2004, 602 p. (lire en ligne) (actes de colloque)
- Gaza dans l’Antiquité Tardive. Archéologie, rhétorique et histoire, Salerno, Helios, 2005, 239 p. (présentation en ligne) (actes de colloque)
- Avec Pascale Ballet et Nadine Dieudonné-Glad, La Rue dans l'Antiquité. Définition, aménagement, devenir, Rennes, PUR, coll. « Archéologie et culture », 2008, 361 p. (EAN 9782753505995, présentation en ligne)
- Texte traduit et commenté par Catherine Saliou, Vitruve. De l'Architecture. Livre V, Paris, Les Belles Lettres, coll. « Archéologie et culture », 2009, 446 p. (EAN 9782251014531, présentation en ligne)
- Avec Bernadette Cabouret, Jean-Michel Carrié et Denis Faissel, Les sources de l’histoire du paysage urbain d’Antioche sur l’Oronte, Saint-Denis, Bibliothèque numérique de Paris 8, 2012, 272 p. (lire en ligne)
- Le Proche-Orient. De Pompée à Muhammad, Ier s. av. J.-C. - VIIe s. apr. J.-C., Paris, Belin éditeur, coll. « Mondes anciens », 2020 (réimpr. 2023), 608 p. (ISBN 2701192862)
- Avec Agnès Groslambert et Dimitri Tilloi d'Ambroisi, Entre Rhône et Oronte. Mélanges en l’honneur de Bernadette Cabouret, Lyon, Centre d'études et de recherches sur l'Occident romain, 2022, 373 p.